# Cordula Lassacher
Cordula Lassacher (* 28. November 2003) ist eine österreichische Leichtathletin, die sich auf den Langstreckenlauf spezialisiert hat.

## Sportliche Laufbahn
Erste internationale Erfahrungen sammelte Cordula Lassacher im Jahr 2021, als sie bei den U20-Europameisterschaften in Tallinn mit 17:19,15 min auf den 21. Platz über 5000 Meter gelangte. Bei den Crosslauf-Europameisterschaften 2023 in Brüssel landete sie nach 29:41 min auf dem 53. Platz im U23-Rennen und im Jahr darauf wurde sie bei den Crosslauf-Europameisterschaften 2024 in Antalya in 22:26 min 27. im U23-Rennen. 2025 belegte sie bei den U23-Europameisterschaften in Bergen in 33:54,73 min den achten Platz im 10.000-Meter-Lauf.
2025 wurde Lassacher österreichische Staatsmeisterin im 10.000-Meter-Lauf.

## Persönliche Bestzeiten
- 1500 Meter: 4:23,34 min, 6. Juli 2025 in Graz
- 3000 Meter: 9:40,15 min, 22. Juni 2022 in Wien
- 5000 Meter: 16:29,96 min, 14. Mai 2025 in Wien
- 10.000 Meter: 33:54,73 min, 18. Juli 2025 in Bergen (österreichischer U23-Rekord)
- 5-km-Straßenlauf: 16:27 min, 5. April 2025 in Wien
- 10-km-Straßenlauf: 34:29 min, 19. Januar 2025 in Wien (österreichischer U23-Rekord)
- Halbmarathon: 1:16:18 h, 2. März 2025 Wien (österreichischer U23-Rekord)